# Hans-Otto Brandt
Hans-Otto Brandt ( - ) foi um oficial alemão que serviu durante a Segunda Guerra Mundial. Foi condecorado com a Cruz de Cavaleiro da Cruz de Ferro.

## Carreira

### Patentes
Leutnant

### Condecorações
| Cruz de Ferro 2ª Classe                                 |
| Cruz de Ferro 1ª Classe                                 |
| Cruz de Cavaleiro da Cruz de Ferro 21 de agosto de 1941 |